# Сайылык (Верхневилюйский улус)
Сайылы́к (якут. Сайылык) — село в Верхневилюйском улусе Республики Саха (Якутия) России. Административный центр Мейикского наслега.

## География
Село находится в западной части Якутии, в пределах географической зоны таёжных лесов Вилюйского плато Среднесибирского плоскогорья, на расстоянии примерно 85 км от Верхневилюйска, административного центра улуса.
Климат
Климат характеризуется как резко континентальный, с продолжительной морозной зимой и коротким летом. Абсолютный минимум температуры воздуха составляет −64 °C; абсолютный максимум — 35 °C; среднегодовая температура — 11,1 °C. Снежный покров держится в течение 6-7 месяцев в году.
Часовой пояс
Село Сайылык находится в часовой зоне МСК+6. Смещение применяемого времени относительно UTC составляет +9:00.

## Население
| 2002 | 2010 | 2021 |
| ---- | ---- | ---- |
| 657  | ↘621 | ↘544 |

Половой состав
По данным Всероссийской переписи населения 2010 года, в гендерной структуре населения мужчины составляли 51,7 %, женщины — соответственно 48,3 %.
Национальный состав
Согласно результатам переписи 2002 года, в национальной структуре населения якуты составляли 98 % из 657 чел.

## Улицы
| - ул. Бучугураса, - ул. им Винокуровых, - ул. им Степанова В.И.-Бучугураса, - ул. Красная Заимка, | - ул. Лесная, - ул. Механизаторская, - ул. Молодёжная, - ул. Новая. |